# Anabarhynchus lanatus
Anabarhynchus lanatus är en tvåvingeart som beskrevs av Lyneborg 2001. Anabarhynchus lanatus ingår i släktet Anabarhynchus och familjen stilettflugor. Inga underarter finns listade i Catalogue of Life.